# Stamboom
Een stamboom is een diagram in de vorm van een boomstructuur waarin veranderingen in de tijd worden weergegeven. In de genealogie is een stamboom een getekende of beschreven presentatie van familiegegevens, bijvoorbeeld in de vorm van een boom of met symbolen zoals gebruikt in de genetica.
Een fylogenetische stamboom is in de evolutiebiologie een schema dat de evolutionaire afstammingsgeschiedenis van een bepaalde groep verwante biologische soorten (of andere taxa) weergeeft.
Van alle processen die in de tijd veranderen, kan een stamboom opgesteld worden als er voldoende informatie is over het verloop van die processen. Er zijn stambomen mogelijk van instellingen, politieke partijen en dieren.
Bij dieren is een stamboom een overzicht van voorouders, bij mensen is dit een kwartierstaat. Als bij een dier een stamboom met door een keurmeester gekeurde dieren wordt geleverd, is dit een rashond, raspaard of raskat.

## Voorouderonderzoek

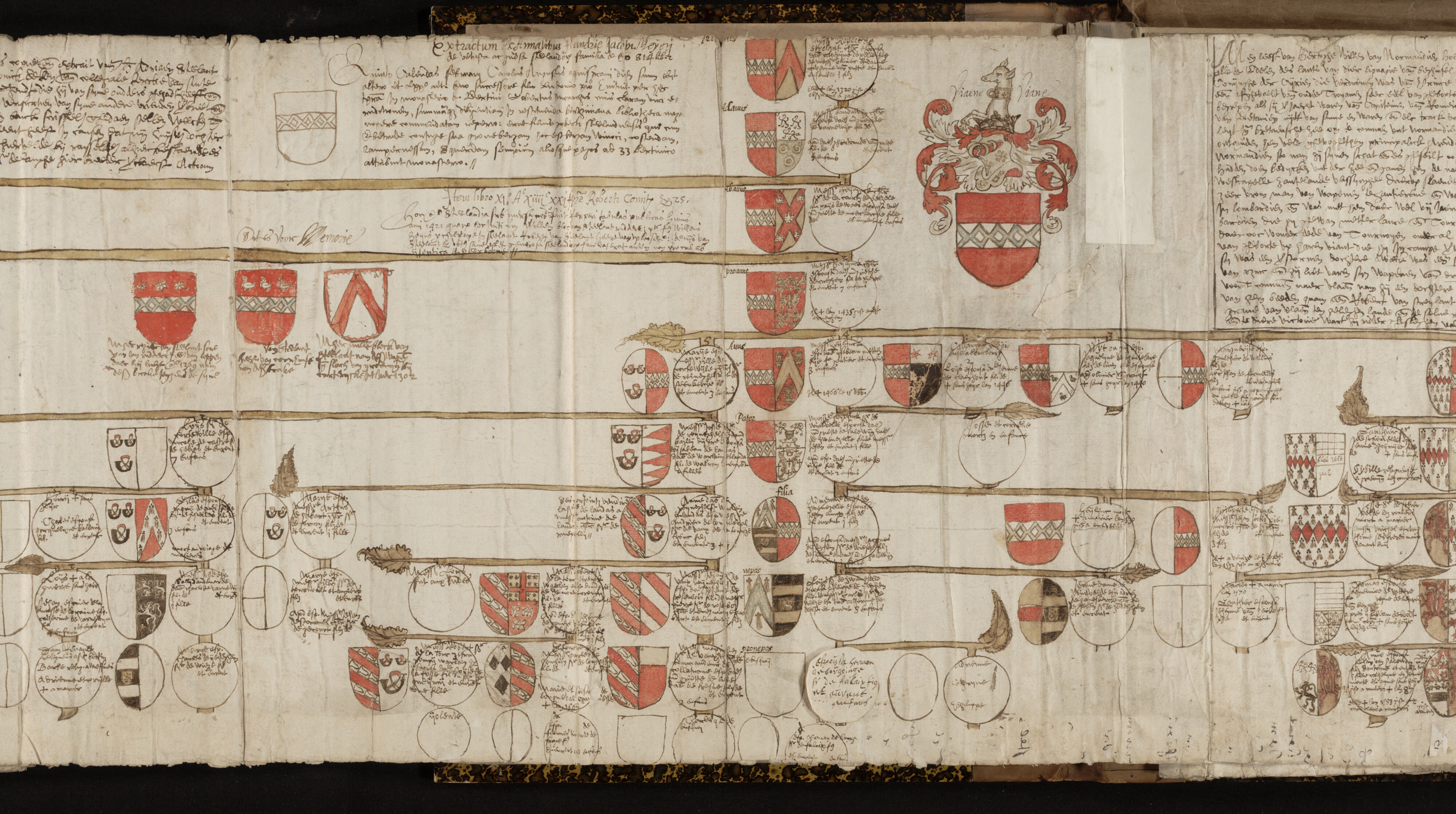
Stambomen zijn een eeuwenoud fenomeen. Dit voorbeeld dateert uit de zestiende eeuw.

Bij voorouderonderzoek is een stamboom een grafisch overzicht van voorouders, nakomelingen en hun partners in een boomvorm. De oudste voorouder (stamvader) wordt in de wortel of in de stam geplaatst. Dit is dan de proband van de stamboom. Vaak wordt een echtpaar als proband genomen. De kinderen van dit echtpaar vormen dan de hoofdtakken, de kleinkinderen de zijtakken en de vruchten. De laatst-overlevende met de familienaam is de stamhouder.
Een afbeelding van een stamboom kan werkelijk een boom tonen, waarbij vaak ook een portret wordt geschilderd van elk familielid. Vaker wordt de schematische stamboom gebruikt, waarbij de oudste voorouder(s) juist bovenaan gezet worden en waarbij elke stap omlaag een nieuwe generatie betekent. Met pijlen en lijnen wordt daarbij aangegeven, welke personen met elkaar gehuwd waren en welke kinderen bij welk ouderpaar horen.
Door de boomvorm komt er snel een ruimtegebrek in de kroon om alle generaties weer te geven. De stamboom wordt daarom weinig gebruikt door genealogen. Een stamboom met alleen de takken van de nakomelingen in mannelijke lijn is een genealogie, wat ook de naam is voor stamboomonderzoek in het algemeen.

## Biologie
In de biologie wordt vaak een stamboom van het leven (fylogenetische stamboom) getoond om het verloop van de evolutie te illustreren. Een fylogenetische stamboom geeft grafisch weer hoe verschillende taxa (groepen organismen) onderling verwant zijn.
| Fylogenetische stamboom van het cellulaire leven |
| --- |
| LUCA - Domein Eubacteria (Ehrenberg 1828) (→ prokaryoten) - Rijk Thermotogae - - Rijk Firmicutae - - Rijk Oxyphotobacteria - - Rijk Chloroflexae - - - Rijk Proteobacteria - Rijk Spirochaetae - - Rijk Pirellae - - Rijk Chlorosulphatae - Rijk Saprospirae - - Domein Archaea (Woese et al. 1990) (→ prokaryoten) - Rijk Crenarchaeota - Crenarchaea - Rijk Thermoprotei - Rijk Euryarchaeota - Eurythermea - Rijk Thermoplasmobacteria (Thermoplasmata, Reysenbach 2001) - Rijk Thermobacteria (Thermococci, Zillig & Reysenbach 2001) - Neobacteria - Rijk Methanobacteria - Rijk Halobacteria - Domein Eukaryota - Supergroep Unikonta (Cavalier-Smith 2002) - Opisthokonta (Copeland 1956, emend. Cavalier-Smith 1987, emend. Adl et al. 2005) - Rijk Fungi (Linnaeus 1753) - Microsporidiomycota (Balbiani 1882) - - - Chytridiomycota (Powell 2007) - Neocallimastigomycota (James et al. 2007) - - Blastocladiomycota (James et al. 2007) - - - Kickxellomycota (em. Benny 2007) - Entomophthoromycota (Humber 2012) - - Mucoromycota (em. Benny 2007) Euzygomycota - - Glomeromycota (James et al. 2006) - Dikarya (Hibbett, T.Y.James & Vilgalys 2007) - Ascomycota (James et al. 2006) - Basidiomycota (Moore 1980) - Holozoa - Ichthyosporea - Filozoa - Filasterea - Animalia (Linnaeus 1758) - Choanozoa (Cavalier-Smith 1993) - Metazoa (Haeckel 1866) - Porifera - Eumetazoa (Buetschli 1910) - Ctenophora - - Placozoa - - Cnidaria (Diploblastea) - Bilateria (Hatscheck 1888) - Acoelomorpha (Ehlers 1986) - - Protostomata (MacAlister 1879) - - Chaetognatha - Ecdysozoa (Aguinaldo et al. 1997) - Nematozoa - Panarthropoda - Scalidophora (Cephalorhyncha) - Spiralia (Giribet 2002) - Polyzoa (Thompson 1830) - Trochozoa (Roule 1891) - Platyzoa (Cavalier-Smith 1998) - Deuterostomata (MacAlister 1876) - Chordata - Ambulacraria - Rijk Amoebozoae (Lühe 1913, em. Corliss 1984) (→ protisten) - Supergroep Excavata (Cavalier-Smith 2002) (→ protisten) - Rijk Euexcavatae (Holt & Iudica) - Rijk Discicristatae (Cavalier-Smith 2002) - Bikonta (Cavalier-Smith 2002) - Supergroep Chromalveolata (Adl et al. 2005) (→ protisten) - Rijk Hacrobiae (Cavalier-Smith 2010) - Harosa (Cavalier-Smith 2010) (SAR, RAS) - Rijk Rhizariae (Cavalier-Smith 1993) (Rhizaria) - - Rijk Alveolatae (Cavalier-Smith 1991) - Rijk Heterokontae (Cavalier-Smith 1986) (Stramenopiles) - Supergroep Archaeplastida (Adl et al. 2005) - Rijk Rhodoplantae (Saunders & Hommersand 2004) - - Stam Rhodophyta (Wettstein 1922), roodwieren - Stam Cyanidiophyta (Saunders & Hommersand 2004) - ? Glaucophyta (Skuja 1954) - Rijk Viridiplantae (Cavalier-Smith 1981) - Onderrijk Chlorobionta, groene algen - Prasinophyta (Christiansen 1962) (Prasinophyceae 1-9) - Stam Chlorophyta (Pascher 1914) - Onderrijk Streptobionta - basale Streptobionta o.a. Charophyta (Karol & al. 2001), kranswieren - Superstam Embryophyta (landplanten) - Stam Marchantiophyta (Stotler & Crandall-Stotler 1977) (→ mossen s.l., bryofyten) - - Stam Bryophyta (Schimper 1836) (→ mossen s.l., bryofyten) - - Stam Anthocerotophyta (Stotler & Crandall-Stotler 1977) (→ mossen s.l., bryofyten) - Tracheophyta, vaatplanten |
| een polyfyletische groep (→ behoort tot de ...) wordt ook gerekend tot een polyfyletische groep |

De hoge mate van verwantschap tussen alle taxa lijkt te wijzen op een gezamenlijke voorouder van alle organismen op aarde, waarvan het nageslacht in de loop van de tijd van elkaar is gaan verschillen. Omdat de genetische uitwisseling bij de primitieve voorouders van het leven veel vrijer verliep, netwerkevolutie, is het waarschijnlijk correcter dat er sprake is van een gezamenlijke voorouderpopulatie. De opsplitsingen in verschillende soorten organismen worden weergegeven door afsplitsingen van de hoofdtak. Hoe later de afsplitsing tussen twee soorten is ontstaan, hoe meer verwant ze geacht worden te zijn.

## Genetica
In de genetica worden schematische stambomen gebruikt om een of meer erfelijke aandoeningen die in een familie voorkomen overzichtelijk te maken. Deze stambomen lijken in principe op de genealogische stambomen, waarbij de klinisch geneticus een overzicht zal proberen te maken van alle verwanten van de patiënt en hun onderlinge relaties. De nadruk ligt op het aan- of afwezig zijn van bepaalde aandoeningen bij die verwanten. De stamboom zal bovendien meestal slechts een aantal generaties in de tijd teruggaan, omdat medische informatie van de generaties daarvoor meestal niet beschikbaar is.